# Dmytro Zyrul
Dmytro Eduardowytsch Zyrul (ukrainisch Дмитро Едуардович Цируль, russisch Дмитрий Эдуардович Цыруль/Dmitri Eduardowitsch Zyrul; * 3. Januar 1979 in Glasow, Russische SFSR) ist ein ehemaliger ukrainischer Eishockeyspieler, der zuletzt beim HK Donbass Donezk in der Wysschaja Hockey-Liga spielte.

## Karriere
Dmytro Zyrul begann seine Karriere als Eishockeyspieler in der Jugendabteilung von Druschba-78 Charkiw. Von 1995 bis 1998 spielte er für die zweite Mannschaft des HK Dynamo Moskau zunächst in der drittklassigen Perwaja Liga und dann in der zweitklassigen Wysschaja Liga. Anschließend kehrte er für zwei Jahre in die Ukraine zurück und spielte für den HK Sokil Kiew in der East European Hockey League, die er mit dem Klub 1999 gewinnen konnte. Parallel war er auch für Mannschaften des russischen Hauptstadtklubs Krylja Sowetow Moskau in der Perwaja und der Wysschaja Liga aktiv. Die folgenden Jahre bis 2007 spielte er – von vier Spielen für Barwinok Charkiw im Jahr 2003 abgesehen – dann ausschließlich in Russland. Dabei spielte er für Krylia Sowetow Moskau, wohin er 2002 erneut gewechselt war, Torpedo Nischni Nowgorod und den HK Traktor Tscheljabinsk, mit dem er 2006 aus der Wysschaja Liga aufgestiegen war, insgesamt gut 50 mal in der russischen Superliga.
2007 kehrte Zyrul zu Sokil Kiew zurück und spielte in den folgenden Jahren nicht nur in der ukrainischen Eishockeyliga, die er 2009 mit dem Klub gewann, sondern auch in der russischen Wysschaja Liga und der belarussischen Extraliga. Nach vier Jahren in Kiew wechselte er 2011 in den Osten der Ukraine, wo er noch eine Spielzeit beim HK Donbass Donezk in der russischen Wysschaja Hockey-Liga auf dem Eis stand, bevor er seine Karriere beendete.

### International
Für die Ukraine nahm Zyrul im Juniorenbereich an der U18-A-Europameisterschaft 1997 teil, bei der er in das All-Star-Team des Turniers gewählt wurde, und der U20-B-Weltmeisterschaft 1999 teil.
Im Seniorenbereich stand er im Aufgebot seines Landes bei den Weltmeisterschaften der Top-Division 2002, 2004, 2005 und 2007 sowie der Division I 2008, 2009, 2010 und 2011 teil. Zudem vertrat er seine Farben bei den Qualifikationsturnieren zu den Olympischen Winterspielen 2006 in Turin und 2010 in Vancouver, bei denen sich die Ukrainer jedoch jeweils nicht für die Spiele qualifizieren konnten.

## Erfolge und Auszeichnungen
- 1997 All-Star-Team bei der U18-A-Europameisterschaft
- 1999 Aufstieg in die A-Gruppe bei der U20-B-Weltmeisterschaft
- 1999 Gewinn der East European Hockey League mit dem HK Sokil Kiew
- 2006 Aufstieg in die Superliga mit dem HK Traktor Tscheljabinsk
- 2009 Ukrainischer Meister mit dem HK Sokil Kiew

## Statistik
(Stand: Ende der Saison 2010/11)